# Johnen
Johnen ist der Familienname einer weitverzweigten Familie die ursprünglich aus dem Raum Aachen stammt.

## Herkunft
Der Familienname Johnen ist abgeleitet vom Namen John. Der Name John wiederum ist ein aus dem gleich lautenden Rufnamen hebräischer Herkunft Johannes (hebr. Jahwe hat Gnade erwiesen) hervorgegangener Familienname. 
Der Name Johannes erlangte schon früh in der christlichen Welt große Bekanntheit und Verbreitung, hauptsächlich durch Johannes dem Täufer, daneben auch durch den Apostel und Evangelisten Johannes.
Der Name Johnen wurde erstmals im Jahre 1475 nach Christus im Kirchenbuch der Gemeinde Laurenzberg bei Aldenhoven, einem Ort rund elf Kilometer nordöstlich von Aachen nachgewiesen.

## Varianten
Die häufigste Variante ist Jonen.

## Häufigkeit
Der Name Johnen belegt Platz 6167 unter den häufigsten Familiennamen in Deutschland. Hauptverbreitungsgebiet des Namens ist der Raum um Aachen.

## Namensträger
- Anna Gisela Johnen (1925–2014), deutsche Zoologin und Hochschullehrerin
- Bennet Johnen (* 1988), deutscher Handballspieler
- Bernhard Johnen (1831–1912), praktischer Arzt und erster ärztlicher Leiter des damaligen Krankenhauses in Düren sowie Initiator eines neuen modernen Krankenhauses
- Christian Johnen (1862–1938), deutscher Jurist und Stenografiewissenschaftler
- Colette Johnen (* 1961), französische Mathematikerin und Hochschullehrerin
- Dietmar Johnen (* 1965), deutscher Politiker (Bündnis 90/Die Grünen)
- Hans Johnen (1940–2013), deutscher Mathematiker und Hochschullehrer
- Heinz-Gregor Johnen (1933–2012), deutscher Unternehmer
- Hermann-Victor Johnen (* 1955), deutscher Unternehmer, Wirtschaftshistoriker und Hochschullehrer
- Jörg Johnen (* 1948), deutscher Galerist
- Kurt Johnen (Musikpädagoge) (1884–1965), deutscher Pianist, Musikpädagoge und Musikschriftsteller
- Kurt Johnen (Medienwissenschaftler) (* 1944), deutscher Medienwissenschaftler und Hochschullehrer
- Leo Johnen (1901–1989), deutscher Politiker (GB/BHE)
- Marcel Johnen (* 2002), deutscher Fußballtorwart
- Matthias Joseph Johnen (1817–1906), deutscher Pfarrer
- Paul Johnen (1922–2005), deutscher Politiker, Bürgermeister der Stadt Monschau von 1966 bis 1978
- Peter Johnen (1595–1643), Vater des Walfängers Matthias Petersen
- Raffael Johnen (*), Investmentbanker, Gründer und CEO des Fintech Unternehmens Auxmoney
- Thomas Johnen (* 1964), deutscher Theologe, Romanist und Hochschullehrer
- Wilhelm Johnen (Politiker) (1902–1980), deutscher Politiker (CDU)
- Wilhelm Johnen (Pilot) (1921–2002), deutscher Pilot
- Wilhelm Johnen (Psychologe) (* 1950), deutscher Psychologe